# Andamia cyclocheilus
Andamia cyclocheilus es una especie de pez de la familia Blenniidae en el orden de los Perciformes.

## Hábitat
Es un pez de mar.